# Jan Janicki
Jan Ludwik Janicki (ur. 31 grudnia 1937 w Ostrowie Wielkopolskim, zm. 9 grudnia 2019 tamże) – polski działacz partyjny i państwowy, inżynier mechanik, w latach 1982–1990 I sekretarz Komitetu Wojewódzkiego PZPR w Kaliszu, członek Komitetu Centralnego PZPR.

## Życiorys
Syn Jana i Antoniny. W 1963 ukończył studia z budowy maszyn na Politechnice Poznańskiej. Działał w Związku Młodzieży Polskiej (w latach 1953–1956 kierował kołem ZMP w Ostrowie Wielkopolskim), a w 1963 wstąpił do Polskiej Zjednoczonej Partii Robotniczej. Od 1962 pracował z Zakładach Automatyki Przemysłowej, a od 1978 kierował Zakładami Naprawczymi Taboru Kolejowego w Ostrowie Wielkopolskim (jako ich szef stosował represje wobec strajkujących w lipcu 1980 robotników). W ZAP był szefem Oddziałowej Organizacji Partyjnej i sekretarzem Komitetu Zakładowego. W 1981 został członkiem Komitetu Wojewódzkiego PZPR w Kaliszu, a od 17 lutego 1982 do marca 1990 pełnił funkcję I sekretarza KW. Od 1982 należał także do Komitetu Centralnego partii.
Był żonaty, miał dzieci. 14 grudnia 2019 został pochowany na cmentarzu w Ostrowie Wielkopolskim przy ul. Limanowskiego.

## Odznaczenia
- Srebrny Order „Gwiazda Przyjaźni między Narodami” (Niemcy Wschodnie, 1986)[4]